# Stefan Brotbeck
Stefan Brotbeck (* 14. April 1962 in Biel) ist ein Schweizer Philosoph und Anthroposoph.

## Leben
Er studierte von 1983 bis 1989 Philosophie, Neueren Deutschen Literaturwissenschaft und Kunstgeschichte an der Universität Basel und schloss mit dem Lizenziat ab. Parallel zum Studium war er von 1985 bis 1990 als freier Mitarbeiter bei Radio DRS 2 und von 1986 bis 1990 als Philosophielehrer an der Kantonsschule Olten tätig. Nach einem Lehrauftrag von 1990 bis 1991 am Philosophischen Seminar der Universität Basel widmete er sich mit einem Stipendium der Janggen-Pöhn-Stiftung von 1991 bis 1994 der Ausarbeitung seiner Dissertation. 1995 promovierte er an der Universität Basel. Von 1994 bis 1997 war er Mitarbeiter der Nietzsche-Edition, und von 1997 bis 2002 hatte er einen Lehrauftrag für Philosophie an der Universität Basel. Bereits seit 1997 gibt er Vorträge und Seminare in den Bereichen Philosophie und Anthroposophie, seit 2002 ist er als freier Forscher und Schriftsteller im Rahmen eigener Projekte tätig.
Brotbeck lebt in Basel.

## Schriften (Auswahl)
- Metamorphosen des Gesichts: Elemente einer Metaoptik. Ars Una, Neuried 2002 (Dissertation, Universität Basel, 1995).
- Dir gehört nur, was du geben kannst: Aphorismen. Pforte, Dornach 2004.
- Zukunft: Aspekte eines Rätsels. Verlag am Goetheanum, Dornach 2005.
- Das entzauberte Hirngespinst: Über neurowissenschaftliche Konfusionen und Suggestionen. Pano, Zürich 2007.
- Heute wird nie gewesen sein: Aphorismen. Futurum, Dornach 2011.